# Zingel asper
Zingel asper is een straalvinnige vissensoort uit de familie van de echte baarzen (Percidae). De wetenschappelijke naam is gepubliceerd in 1758 door Linnaeus in de tiende editie van Systema naturae.